# Мальцево (Калінінградська область)
Мальцево (рос. Мальцево) — селище Озерського міського округу, Калінінградської області Росії. Входить до складу Новостроєвського сільського поселення.
Населення —  467 осіб (2015 рік). 

## Населення
| 2002 | 2010 |
| ---- | ---- |
| 471  | ↘467 |